# Werner Weichenhain
Werner Weichenhain (* 4. August 1923 in Pethau; † 18. November 2009) war ein deutscher Funktionär der DDR-Blockpartei LDPD. Er war von 1981 bis 1990 Abgeordneter der Volkskammer der DDR.

## Leben
Weichenhain, Sohn einer Arbeiterfamilie, besuchte die Volksschule und absolvierte von 1938 bis 1940 eine Verwaltungslehre. Anschließend war er als Verwaltungsangestellter tätig. Von 1946 bis 1956 arbeitete er als Betriebs- und Preisprüfer. Er trat 1946 in den FDGB ein und wurde 1949 Mitglied der Liberaldemokratischen Partei Deutschlands. Von 1956 bis 1968 war er kaufmännischer Leiter bzw. Prokurist und Geschäftsführer der Firma Richter & Goldberg KG Mechanische Weberei in Großschönau. Ein Fernstudium an der Karl-Marx-Universität Leipzig beendete er als Diplomwirtschaftler. Von 1969 bis 1973 war er Leiter der Verkaufsgemeinschaft aller Kooperationsgemeinschaften der DDR-Frottierwaren. Im Jahr 1973 wurde er Direktor für Absatz im VEB Frottana Großschönau.
Weichenhain war ab 1971 Mitglied des LDPD-Bezirksvorstandes Dresden. Von 1981 bis 1990 gehörte er als Mitglied der LDPD-Fraktion der Volkskammer der DDR an und war Mitglied des Ausschusses für Industrie, Bauwesen und Verkehr.
Weichenhain starb im Alter von 86 Jahren und wurde auf dem Neuen Friedhof in Großschönau beigesetzt.

## Auszeichnungen in der DDR
- Verdienstmedaille der DDR
- Vaterländischer Verdienstorden in Bronze